# Kehlani
Kehlani Ashley Parrish, née le 24 avril 1995 à Oakland en Californie (États-Unis) est une chanteuse, auteure-compositrice et danseuse américaine. Elle a commencé sa carrière en tant que membre du groupe Poplyfe. En 2014, elle a sorti sa première mixtape, Cloud 19. La mixtape a été inscrite comme étant l'un des 50 meilleurs albums de l’année selon le magazine Complex.
En 2015, Kehlani a sorti sa seconde mixtape, You Should Be Here. La mixtape a débuté 5e dans le Top R&B/Hip-Hop Albums aux États-Unis, précédée par une tournée promotionnelle en Amérique du Nord. En 2016, Kehlani a été nommée grâce à cette mixtape pour un Grammy Award du meilleur album R&B contemporain. Kehlani a sorti son premier album, SweetSexySavage, le 27 janvier 2017.

## Biographie

### Jeunesse
Kehlani Ashley Parrish est née le 24 avril, 1995, à Oakland en Californie. Elle a décrit son ethnie comme étant un mélange "noir, blanc, Amérindien, Espagnol, Mexicain et Philippin". Son père était afro-américain et sa mère décrite comme étant "surtout blanche, Espagnole et Amérindienne". Elle a été adoptée et élevée par sa tante lorsque sa mère, qui avait des difficultés avec sa dépendance à la drogue, a passé du temps en prison. Le père de Kehlani, qui a aussi souffert d'addiction à la drogue, est mort lorsqu'elle était encore enfant. Durant son adolescence, elle a été à l'école d'arts d'Oakland, où au départ elle pratiquait de la danse, plus particulièrement du ballet et de la danse moderne.
Plus tôt dans sa vie, Kehlani voulait s'entraîner à danser afin d'entrer à la Juilliard School, mais elle a souffert d'une blessure au genou lorsqu'elle était au lycée, ce qui l'a conduit à s'intéresser au chant. Lorsqu'elle vivait avec sa tante, Kehlani était exclusivement exposée aux artistes R&B et neo soul, comme Lauryn Hill, Erykah Badu, et Jill Scott, qu'aujourd'hui elle décrit comme étant ses premières influences musicales. Lorsqu'elle avait 14 ans, Kehlani a été recrutée afin de rejoindre un groupe local de pop, PopLyfe.

### Carrière

#### 2009–13: débuts de carrière avec PopLyfe
La carrière musicale de Kehlani a effectivement commencé lorsqu'elle a débuté en tant que membre et chanteuse principale pour le groupe appelé PopLyfe. La musique du groupe a été produite par l'ancien membre de Tony! Toni! Toné!, Dwayne Wiggins. En deux ans, le groupe s'est produit dans toute la baie de San Francisco et d'autres villes. En 2011, ils ont auditionné pour la sixième saison d'America's Got Talent et ont finalement fini à la quatrième place. Durant leur dernière apparition, le juge Piers Morgan a dit à Kehlani, « Tu as un vrai talent, mais je ne pense pas que tu as besoin du groupe. »
Après la fin d'America's Got Talent, Kehlani a quitté PopLyfe à cause de plusieurs conflits managériaux et contractuels. Pendant presque six mois, elle a évité de faire quoi que ce soit en rapport avec la musique par peur de se faire poursuivre par le management du groupe. En 2012 et 2013, Kehlani était effectivement sans-abri, se déplaçant de maisons en maisons et souvent dormant sur des canapés. Durant sa dernière année de lycée, elle a emménagé à Los Angeles, en Californie sans tuteur légal. En 2013, Nick Cannon, qui a été le présentateur d'America's Got Talent pendant la course de PopLyfe, a appelé Kehlani pour lui demander si elle voulait être dans un groupe de rap. Elle a d'abord accepté et s'est rendue à Los Angeles, mais en fin de compte elle n'a pas aimé la direction du groupe et elle retourna à Oakland. Pour s'en sortir avec la nourriture et l'argent, elle a décidé de commencer à voler des articles dans des épiceries pendant un temps court. Des mois plus tard, Kehlani a publié sa première chanson en solo sur SoundCloud, appelé "ANTISUMMERLUV". Cannon, l'a alors rappelé après avoir entendu la chanson et il l'a installé dans un appartement à Los Angeles, avec un studio.

#### 2014–présent:Cloud 19, You Should Be Here, SweetSexySavage, It Was Good Until It Wasn't et Blue Water Road

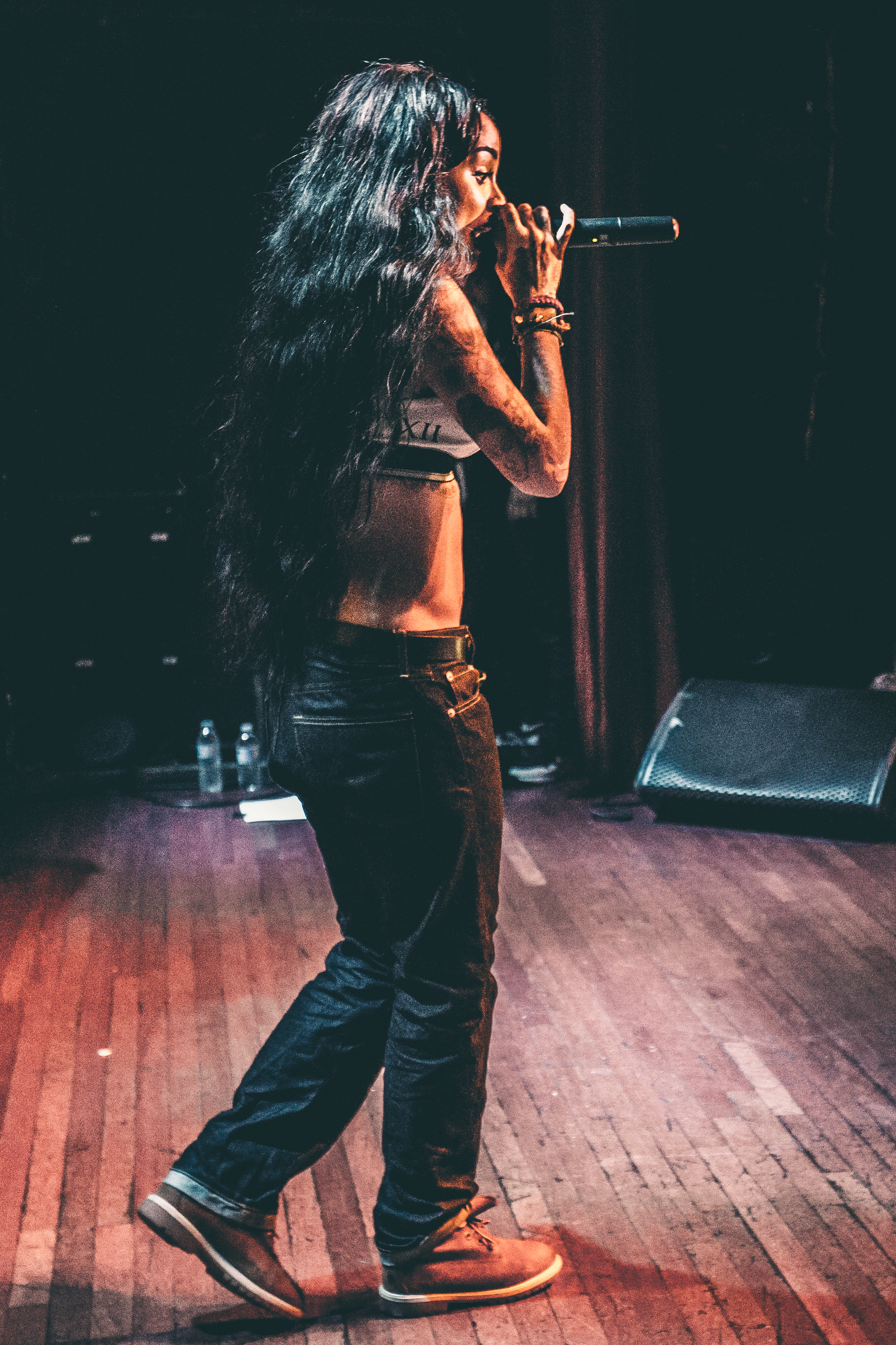
Kehlani, sur scène en 2015, à Toronto

En 2014, le temps de studio a culminé dans la sortie de sa première mixtape, appelée Cloud 19. Sur la mixtape figure des artistes comme Kyle Dion. Cannon, l'a aussi envoyé à New York afin de travailler avec le producteur Jahaan Sweet. La mixtape a atteint la 20e place dans liste des "50 Meilleurs Albums de 2014" d'après le magazine américain Complex, et était aussi classé parmi "Les mixtapes les plus négligés de 2014" d'après Pitchfork. Une musique qu'elle a sortie fin 2014, Till The Morning a été classé par Billboard comme étant "Les choix émergents de la semaine" le 7 novembre, 2014. En 2015, Kehlani a fait la première partie du rappeur américain G-Eazy, lors de la deuxième partie de sa tournée "From the Bay to the Universe". Le 28 avril, 2015, elle a sorti sa seconde mixtape You Should Be Here. Billboard l'a appelé "le premier bon album R&B de l'année" lorsque sa mixtape a debuté 5e dans le top US R&B/Hip-Hop Albums des Billboard. Sur ce projet, figurent des rappeurs comme Chance The Rapper, ou encore le chanteur et l'auteur compositeur américain BJ the Chicago Kid. Une semaine après la sortie de la mixtape, Kehlani annonce qu'elle a signé un contrat chez Atlantic Records. En plus de la mixtape, elle a commencé la tournée You Should Be Here, où toutes les dates nord-américaines était complètes ainsi que quelques-unes en Europe. Tout au long de l'année 2015, elle a reçu des acclamations individuels : Complex l'a nommée l'une des "15 Artistes à écouter en 2015" et Rolling Stone l'a nommé l'une des "10 Artistes qu'on doit connaître". Elle a aussi été nommée pour le Grammy Award du meilleur album R&B contemporain. Kehlani a collaboré avec le chanteur et auteur compositeur Zayn sur le morceau, Wrong de son premier album Mind Of Mine, qui est sorti le 25 mars, 2016. Sa chanson Gangsta a figuré sur la bande son du film événement Suicide Squad, ce qui lui a donné à elle et sa musique de la reconnaissance avantageuse, lorsque la chanson a atteint la 41e place dans le top Hot 100 de Billboard. Le 26 novembre, 2016, elle a révélé le titre de son premier album SweetSexySavage via Twitter, qui est sorti sur Atlantic Records et plusieurs plateformes d'écoute, le 27 janvier, 2017. Elle aussi publié son album gratuitement sur SoundCloud car d'après elle, elle ne veut pas oublier d'où elle vient et comment elle a commencé. Le premier single de l'album était CRZY, sorti le 15 juillet, 2016. Le second single était Distraction, sorti une semaine après le premier. Le 21 février, 2017, elle entame sa tournée mondiale SweetSexySavage à Montréal, Canada et elle la termine le 18 novembre, 2017, à Mexico, au Mexique. En raison d'une opération elle se doit d'annuler quelques dates en Europe.

### Vie privée

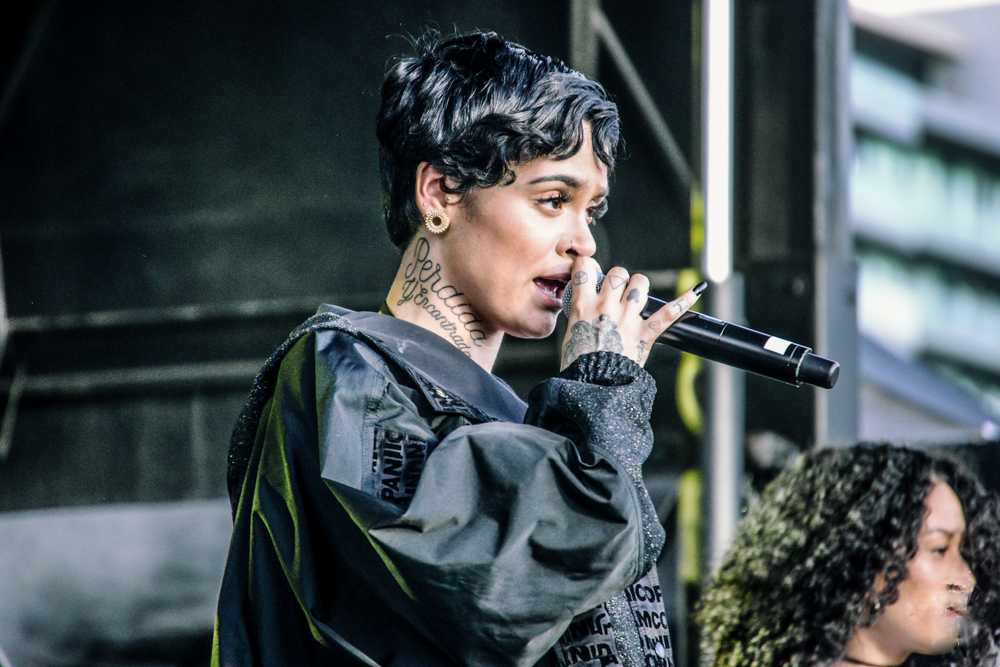
Kehlani lors du Time Festival à Toronto, Ontario en Août 2016.

Kehlani est une amie d’enfance de l’actrice Zendaya et de la chanteuse H.E.R..

#### Vie personnelle
En janvier 2016, il est confirmé que Kehlani avait une relation avec la star du NBA qui était avant meneur aux Cavaliers de Cleveland, Kyrie Irving. En mars 2016, le chanteur canadien PartyNextDoor a posté une photo de la main de Kehlani sur sa page Instagram, insinuant qu'ils étaient ensemble. Ceci a causé une controverse sur Twitter, où des insultes étaient proférées envers Kehlani sur des milliers de posts. Kyrie Irving a alors tweeté qu'ils n'étaient plus ensemble lorsque l'incident s'est passé, mais cela est passé inaperçu. On apprend alors que dans une interview pour Billboard fin 2017, que Kehlani a même été menacée physiquement dans la rue ainsi que dans la plupart de ses concerts. Sa petite sœur s'est aussi faite harceler lorsqu'elle allait à l'école, ce qui aurait poussé Kehlani à faire une tentative de suicide. Peu de temps après, elle s'est alors expliqué sur les réseaux sociaux en postant une photo de sa main avec une perfusion, sur Instagram, expliquant alors la situation.
En 2017, elle publie plusieurs posts sur les réseaux sociaux en parlant de son amour pour tout le monde indépendamment de son orientation sexuelle, motivant ses fans à accepter les différences et les croyances de chacun. Pendant le SweetSexySavage World Tour, elle a posté plusieurs photos de sa petite-amie, l'artiste et tattoo artist new-jersiaise, Shaina Negron.
En 2018, elle annonce sur ses réseaux sociaux être en couple avec Javie Young-White, et être enceinte de son premier enfant, une petite fille. Elle accouche d'Adeya le 23 mars 2019. Après s'être séparée de Javie, elle annonce par des photos postées sur Instagram être en couple avec le rappeur YG.
En 2021, elle annonce sur Tiktok qu'elle est lesbienne,. 
Elle officialise en mai 2022 sa relation avec la chanteuse et musicienne 070 Shake, en annonçant leur collaboration sur le titre « melt ». Le couple se sépare en septembre 2022.

## Prises de position
En mai 2024, une semaine après avoir annoncé la date de sortie de son 4e album, Kehlani met en ligne la vidéo pour son single Next 2 U où elle montre son support pour la Palestine,. 
En juillet 2024, lors de son Tiny Desk Concert elle déclare : « Je veux prendre un instant pour dire : free Palestine, free Congo, free Soudan, free Yémen, free Hawaï, free Guam ». Puis : « Au-delà d’un cessez-le-feu, nous avons besoin de la fin de l’occupation. C’est plus profond que ça. J’ai besoin que tous ceux qui sont ici en ce moment, tous ceux qui nous regardent, se mobilisent et fassent entendre leur voix. »,.

## Discographie

### Albums studio et Mixtapes
- 2014 : Cloud 19
- 2015 : You Should Be Here
- 2017 : SweetSexySavage
- 2019 : While We Wait
- 2020 : It Was Good Until It Wasn't
- 2022 : Blue Water Road
- 2024 : Crash
- 2024 : While We Wait 2

### Singles
- 2013 : Antisummerluv
- 2014 : Til the Morning
- 2014 : Get Away
- 2014 : First Position
- 2015 : FWU
- 2015 : How That Taste
- 2015 : Down for You (feat. BJ the Chicago Kid)
- 2015 : The Way (feat. Chance the Rapper)
- 2015 : Champion (avec G-Eazy & IAMSU! feat. Lil B)
- 2015 : Tore Up
- 2015 : Did I
- 2016 : 24/7
- 2016 : CRZY
- 2016 : Distraction
- 2016 : Gangsta
- 2017 : Keep On
- 2017 : Good Life (avec G-Eazy)
- 2017 : Honey
- 2017 : Touch
- 2017 : Already Won
- 2018 : Again
- 2019 : Nights Like This (feat. Ty Dolla Sign)
- 2019 : Butterfly
- 2019 : Change (avec Arin Ray)
- 2019 : Good Thing (avec Zedd)
- 2019 : You Know Wassup
- 2019 : All Me (feat. Keyshia Cole)
- 2020 : Konclusions avec YG
- 2020 : Valentine's Day
- 2020 : Toxic
- 2020 : Everybody business
- 2020 : F&MU

### Collaborations
- 2014 : Nick Cannon feat. Kehlani - Dance Floor
- 2014 : Marc E. Bassy feat. Kehlani - Lock It Up
- 2014 : Dyme-A-Duzin feat. Kehlani - Stay Up
- 2015 : Ambré Perkins feat. Kehlani - Preach
- 2016 : Zayn feat. Kehlani - Wrong
- 2016 : Belly feat. Kehlani - You
- 2016 : Ambré Perkins feat. Kehlani - No Service in the Hills
- 2017 : Stormzy feat. Kehlani - Cigarettes & Cush
- 2017 : Khalid feat. Lil Wayne & Kehlani - Location (Remix)
- 2017 : Aminé feat. Kehlani - Heebiejeebies
- 2017 : Calvin Harris feat. Kehlani & Lil Yachty - Faking It
- 2017 : Eminem feat. Kehlani - Nowhere Fast
- 2018 : Cherrie feat. Kehlani - 163 För Evigt (Remix)
- 2018 : Charlie Puth feat. Kehlani - Done for Me
- 2018 : Kyle feat. Kehlani - Playinwitme
- 2018 : Cardi B feat. Kehlani - Ring
- 2018 : Saweetie feat. Kehlani - ICY GRL
- 2018 : Hayley Kiyoko feat. Kehlani - What I Need
- 2018 : Jessie Reyez feat. Normani & Kehlani - Body Count (Remix)
- 2019 : YK Osiris feat. Kehlani - Ride
- 2019 : Teyana Taylor feat. Kehlani - Morning
- 2020 : Victoria Monét feat. Kehlani - Touch me (Remix)
- 2020 : Phora feat. Kehlani - Cupid's Curse
- 2021 : Pink Sweats feat. Kehlani - At My Worst[12]
- 2021 : Kiana Ledé feat. Kehlani - Ur Best Friend

## Tournée
Tête d'affiche
You Should Be Here Tour (2015)
SweetSexySavage World Tour (2017)
Blue Water Road Tour (2022)
Crash World Tour (2024)
Supportant
Demi Lovato — The Tell Me You Love Me Tour (2018)
Halsey — Hopeless Fountain Kingdom World Tour (2018)

## Prix et nominations
| Année | Association           | Catégorie                           | Œuvres nommées     | Résultat |
| ----- | --------------------- | ----------------------------------- | ------------------ | -------- |
| 2016  | Grammy Award          | Meilleur album R&B contemporain     | You Should Be Here | Nommée   |
| 2017  | BET Award             | Meilleure artiste féminine Pop/R&B  | Elle-même          | Nommée   |
| 2017  | BET Award             | "Centric Award"                     | Distraction        | Nommée   |
| 2017  | American Music Awards | Meilleure artiste féminine R&B/Soul | Elle-même          | Nommée   |
| 2018  | Grammy Award          | Meilleure performance R&B           | Distraction        | Nommée   |